# Oberto de Iniquitate
Oberto de Iniquitate (Piacenza, ... – XIII secolo) è stato un politico italiano.

## Biografia
Esponente di una nobile famiglia piacentina, fu podestà di Brescia nel 1238 e organizzò la difesa della città, vittoriosa, durante l'assedio da parte dell'imperatore Federico II di Svevia e dei suoi alleati. Dal 1250 al 1252 venne eletto rettore del popolo di Piacenza, quando venne sostituito da Oberto II Pallavicino.